# Alexandre Lapissida
Alexandre Lapissida est un ténor, régisseur, metteur en scène et directeur de théâtre français né à Volkrange le 9 mars 1839 et mort à Paris 8e le 16 février 1907.

## Biographie
Chanteur à Strasbourg, il est engagé en 1868 au théâtre de la Monnaie de Bruxelles, où il passera l'essentiel de sa carrière : nommé régisseur en 1871, il assure la codirection du théâtre avec Joseph Dupont de 1886 à 1889.
Cédant ensuite la direction à Stoumon et Calabresi, Lapissida est engagé à l'Opéra de Paris comme régisseur général et metteur en scène.
Il met en scène les principaux opéras représentés à l'Opéra à la fin du XIXe siècle : Le Mage de Jules Massenet (1891), Faust de Charles Gounod (1893), Salammbô d'Ernest Reyer (1893), Otello de Giuseppe Verdi (1894), Frédégonde d'Ernest Guiraud (1895), La Favorite de Gaetano Donizetti (1896) et Les Huguenots de Giacomo Meyerbeer (1897).
Il quitte vraisemblablement la scène avant 1900.
La Bibliothèque-musée de l'Opéra possède une partie importante de sa correspondance, répertoriée dans le « fonds Lapissida ».